# Stanislav Lusk
Stanislav Lusk (12 de noviembre de 1931-6 de mayo de 1987) fue un deportista checoslovaco que compitió en remo.
Participó en tres Juegos Olímpicos de Verano entre los años 1952 y 1960, obteniendo dos medallas, oro en Helsinki 1952 y bronce en Roma 1960. Ganó cinco medallas en el Campeonato Europeo de Remo, entre los años 1953 y 1959.

## Palmarés internacional
| Juegos Olímpicos   | Juegos Olímpicos         | Juegos Olímpicos  | Juegos Olímpicos   |
| Año                | Lugar                    | Medalla           | Prueba             |
| ------------------ | ------------------------ | ----------------- | ------------------ |
| 1952               | Helsinki (Finlandia)     | Medalla de oro    | Cuatro con timonel |
| 1960               | Roma (Italia)            | Medalla de bronce | Ocho con timonel   |
| Campeonato Europeo |                          |                   |                    |
| Año                | Lugar                    | Medalla           | Prueba             |
| 1953               | Copenhague (Dinamarca)   | Medalla de oro    | Cuatro con timonel |
| 1954               | Ámsterdam (Países Bajos) | Medalla de bronce | Cuatro con timonel |
| 1956               | Bled (Yugoslavia)        | Medalla de oro    | Ocho con timonel   |
| 1957               | Duisburgo (RFA)          | Medalla de bronce | Ocho con timonel   |
| 1959               | Mâcon (Francia)          | Medalla de plata  | Ocho con timonel   |